# Jean-Jacques Koffi Oi Koffi
 (mai 2024).
Jean Jacques Koffi Oi Koffi, né le 22 mars 1962 en Côte d’Ivoire dans le département de Bongouanou, est un prélat catholique ivoirien, actuel archevêque de Gagnoa depuis 2025.

## Biographie
Jean-Jacques Koffi Oi Koffi nait le 22 mars 1962 en Côte d’Ivoire à Abengourou. Il fait son cycle secondaire à Bouaké dans le collège catholique Saint-Viateur et au moyen séminaire Saint Joseph. Il entre ensuite au Grand Séminaire Saint Cœur de Marie situé à Anyaman et poursuit ses études à l'université pontificale urbanienne à Rome

### Sacerdoce
En août 1990 Jean Jacques Koffi Oi Koffi est ordonné Prêtre à Brou Akpaoussou. Il part à Rome en 1995 pour ses études et revient en l’an 2000 diplômé d’un doctorat en Droit Canonique, cette même année il est affecté comme curé de la paroisse Christ-Roi d’Abengourou, poste qu’il occupe jusqu’en 2002. Il devient ensuite curé de la cathédrale  puis Vicaire général  du diocèse de 2002 à 2003,,.

### Épiscopat
Koffi Oi Koffi est nommé Évêque du diocèse d’Abengourou le 21 novembre 2003 par le pape Jean-Paul Il. Le 21 décembre 2003 il est consacré évêque à la Cathédrale d’Abengourou. Le 3 janvier 2009 il est nommé évêque du diocèse de San-Pedro par le pape Benoît XVI,,,. 
De 2017 à 2023, il est vice-président  de la Conférence des évêques catholiques de Côte d'Ivoire.
Le 4 octobre 2023 Mgr Koffi Oi Koffi est nommé par le pape François, administrateur apostolique de l'archidiocèse de Gagnoa, à la suite de la démission de Joseph Yapo Aké,, et le 8 avril 2025 en est nommé archévêque. Il est installé le 17 mai 2025 lors d'une messe solennelle présidé par le nonce apostolique Mauricio Rueda Beltz en la cathédrale Sainte Anne,. 